# Кун Вали (Висконсин)
Кун Вали (енгл. Coon Valley) град је у америчкој савезној држави Висконсин.

## Демографија
По попису из 2010. године број становника је 765, што је 51 (7,1%) становника више него 2000. године.
| Група             | 2000.       | 2010.       |
| Белци             | 709 (99,3%) | 751 (98,2%) |
| Афроамериканци    | 0 (0,0%)    | 1 (0,1%)    |
| Азијати           | 3 (0,4%)    | 5 (0,7%)    |
| Хиспаноамериканци | 2 (0,3%)    | 5 (0,7%)    |
| Укупно            | 714         | 765         |